# エドワード島 (スペリオル湖)
エドワード島はスペリオル湖内にある島。カナダ、北オンタリオ地方サンダーベイ地区のブラックベイ半島南西沖に位置する。
ポーフィリー島州立公園からは約6km、スリーピングジャイアント州立公園からは約12kmであり、シルバーアイレットからは東に16kmである。サンダーベイからは約42kmである。
600ヘクタールの島全域がエドワード島州立公園となっている。